# Четвёртый тон (буква)
Ч, ч (четвёртый тон) — буква расширенной латиницы. Использовалась в смешанном чжуанском алфавите с 1957 по 1986 годы. Не представлена в Юникоде, поэтому вместо неё используется кириллическая Ч.

## Использование
Буква ч обозначала четвёртый тон ([˦˨] в МФА). В 1986 году была заменена на X.

## Начертание
Начертание этой буквы похоже на букву кириллицы Ч.